# Francis Rasolofonirina
Francis Rasolofonirina là một cầu thủ bóng đá người Mauritius gốc Madagascar.

## Thống kê sự nghiệp

### Quốc tế
| Đội tuyển quốc gia Mauritius | Đội tuyển quốc gia Mauritius | Đội tuyển quốc gia Mauritius |
| Năm                          | Số trận                      | Bàn thắng                    |
| ---------------------------- | ---------------------------- | ---------------------------- |
| 2015                         | 8                            | 0                            |
| 2016                         | 7                            | 1                            |
| 2017                         | 3                            | 1                            |
| Tổng cộng                    | 18                           | 2                            |

Thống kê chính xác tính đến trận đấu diễn ra ngày 28 tháng 3 năm 2017

### Bàn thắng quốc tế
Tính đến 22 tháng 4 năm 2017
| #  | Ngày                | Địa điểm                                          | Đối thủ    | Tỉ số | Kết quả | Giải đấu                                     | Ref   |
| -- | ------------------- | ------------------------------------------------- | ---------- | ----- | ------- | -------------------------------------------- | ----- |
| 1. | 26 tháng 3 năm 2016 | Sân vận động Anjalay, Belle Vue Maurel, Mauritius | Rwanda     | 1–0   | 1–0     | Vòng loại Cúp bóng đá châu Phi 2017          | [ 2 ] |
| 2. | 22 tháng 4 năm 2017 | Sân vận động Anjalay, Belle Vue Maurel, Mauritius | Seychelles | 2–0   | 2–1     | Vòng loại Giải vô địch bóng đá châu Phi 2018 |       |